# Kuno Peak
Der Kuno Peak ist ein 2183 m hoher Berg im Nordwesten der kanadischen Provinz British Columbia.

## Geographie
Der Kuno Peak ist ein Gipfel im Südwesten der Spectrum Range im Süden des Mount Edziza Volcanic Complex. Er liegt südlich der Yagi Ridge, westlich des Yeda Peak, südöstlich des Outcast Hill, östlich des Exile Hill, nordöstlich des Tadekho Hill und nördlich des Little Arctic Lake; die vier letztgenannten liegen im Norden des Arctic Lake Plateau. Der Tadekho Creek entspringt an der Südflanke des Kamms, der den Kuno Peak mit dem Yeda Peak verbindet.
Der Kuno Peak liegt ganz im Süden des Mount Edziza Provincial Park, welcher sich südöstlich der Gemeinde Telegraph Creek erstreckt. Der Berg ist nach Hisashi Kuno benannt, einem japanischen Vulkanologen und Lehrer, der das Gebiet 1966 gemeinsam mit dem kanadischen Vulkanologen Jack Souther besuchte.:113,236,319 Der Name des Berges wurde am 2. Januar 1980 durch die Geological Survey of Canada offiziell anerkannt, nachdem er vom Büro der BC Geographical Names vorgeschlagen wurde.

## Geologie
Der Kuno Peak besteht hauptsächlich aus pliozänen vulkanischen Gesteinen der Spectrum-Formation, welche aus Comendit, Pantellerit und pantelleritischem Trachyt besteht. Diese Gesteine liegen in Form von Lavaströmen sowie in geringerem Umfang von Brekzie und pyroklastischen Fallablagerungen vor. Die Spectrum-Formation ist der erodierte Überrest eines großen Lavadoms, der die heute vorhandenen Karlinge und Kämme der Spectrum Range bildet. Die Südwestflanke des Kuno Peak enthält die Überbleibsel eines Schlackenkegels der Big-Raven-Formation der letztendlich durch Erdrutsche am Gipfel zerstört wurde. Dieser basaltische holozäne Schlackenkegel war die Quelle eines Lavastroms, wurde jedoch später unter dem Geröll von Erdrutschen begraben.